# 흐루쇼프 해빙기
흐루쇼프 해빙기(러시아어: хрущёвская о́ттепель 흐루시욥스카야 오테펠[*], 러시아어 발음: [xrʊˈɕːɵfskəjə ˈotʲ:ɪpʲɪlʲ]), 또는 흐루쇼프 해빙은 1950년대 중반부터 1960년대 중반까지 니키타 흐루쇼프의 탈스탈린화 정책과 다른 국가들과의 평화공존론 정책들로 인해 수백만 명의 정치범들이 굴라크의 노동수용소에서 풀려난 일과 문화적 개방기를 말한다. 이러한 용어는 일리야 예렌부르크의 1954년 소설 "Оттепель"(해빙기) 이후 쓰이게 되었다.
흐루쇼프 해빙기는 1953년 이오시프 스탈린이 사망한 이후 시작되었다. 제1서기인 흐루쇼프는 "비밀 연설"에서 스탈린을 비난한 후 스탈린주의자들을 축출했다. 해빙기는 흐루쇼프의 1954년 중화인민공화국 베이징 방문, 1955년 유고슬라비아 베오그라드(1948년 티토-스탈린 결렬 이후 관계과 악화됨) 방문, 1955년 드와이트 D. 아이젠하워와의 만남과 1959년 미국 방문으로 절정에 이르렀다.
해빙은 경제 계혁과 국제 무역, 교육, 문화 접촉, 축제, 외국 작가의 책, 외국 영화, 예술 쇼, 대중 음악, 무용, 새로운 패션과 대규모 참여와 국제 스포츠 대회 참여 등으로 소련의 사회 전반을 돌이킬 수 없을 정도로 변화되었다. 그럼에도 친흐루쇼프주의자와 친스탈린주의자 사이의 권력투쟁으로 인해 소련 공산당의 힘을 약화시켰다.
또한, 해빙기 동안에는 미디어, 예술과 문화에서 정보의 자유를 어느정도 허용했으며, 국제 축제, 외국 영화, 많은 책, 대규모 퍼레이드와 축하 행사부터 대중 음악과 버라이어티 쇼, 풍자, 코미디와 "Goluboy Ogonyok" 등의 새로운 형태의 엔터테이먼트를 제공했다. 이러한 정치적, 문화적 변화는 모두 소련의 여러 세대에 걸친 대중의 의식에 중대한 영향을 미쳤다.
흐루쇼프의 뒤를 이은 레오니트 브레즈네프는 해빙을 중단했다.

## 같이 보기
- 구야시 공산주의
- 신경제정책